# Popillia maclellandi
Popillia maclellandi – gatunek chrząszcza z rodziny poświętnikowatych, podrodziny rutelowatych i plemienia Anomalini.
Gatunek ten został opisany w 1845 przez Fredericka Williama Hope'a.
Ciało długości od 12 do 13,5 mm i szerokości od 7 do 8 mm, umiarkowanie podłużne z bardzo grubymi odnóżami; z wierzchu gładkie i błyszczące, pod spodem szaro owłosione. Ubarwienie metaliczne, głęboko fioletowawo szkarłatne z pokrywami pomarańczowymi, różowawo połyskującymi, a spodem czasem głęboko metalicznie zielonym. Pygidium opatrzone dwoma łatkami białego owłosienia. Od podobnego P. cupricollis wyróżnia się bardzo drobnymi punktami przedplecza.
Chrząszcz znany z indyjskich stanów Asam i Arunachal Pradesh, podawany także z Chin.